# Списък на шелфовите ледници в Антарктика
Това е списък на шелфовите ледници в Антарктика покрай бреговете на Антарктида.
Около 44% от бреговата ивица на Антарктида е обградена от огромни площи шелфови ледници. Общата им площ е повече от 1 541 700 km².
Имената на шелфовите ледници са вписани в сборник на Научния комитет по антарктически изследвания. Според този сборник шелфовите ледници биват два вида, а именно основен или главен и второстепенен, който е с по-малка площ. Основните шелфови ледници са десет и са с близо 1184 хил.km²..

## Списък
| - Земя Котс - Филхнер - Бранд - Земя кралица Мод - Рисер-Ларсен - Куарисен - Екстрьомисен - Йелбартисен - Фимбулисен - Лазарев - Крал Бодуен - Земя Елсуърт - Ханан - Зъбчат - Уайърс - Едуард VІІІ - Еймъри - Земя принцеса Елизабет - Пабликейшън - Западен шелфов ледник |  | - Земя кралица Мери - Шакълтън - Земя Уилкс - Московски университет - Воейков - Земя Виктория - Кук - Слава - Жилет - Нансен - Макмърдо - Рос - Земя Мери Бърд - Суинбърн - Салзбергер - Никърсън - Гец - Дотсън |  | - Земя Мери Бърд - Кросън - Косгроув - Земя Елсуърт - Абът - Венъбъл - Земя Палмър - Стендж - Бах - Джордж VІ - Уилкинс - Уорди* - Земя Греъм - Джоунс* - Мюлер* - Принц Густав* - Ларсен*(Ларсен A и B) - Земя кралица Елизабет - Едит Роне |

* Изчезващи (интензивно топящи се) ледници.